# Баранов, Николай Иванович (государственный деятель)
Николай Иванович Баранов (1757—1824) — тайный советник, сенатор, в 1804-06 гг. гражданский губернатор Московской губернии, почетный опекун московского Воспитательного дома.

## Биография
Из дворян Московской губернии. Обучался в артиллерийском кадетском корпусе и по окончании курса в котором (1771) находился до 1797 года в военной службе. За удачное выполненное поручение по составлению плана, проекта и сметы новой дороги между Петербургом и Москвой (1786) он получил орден Св. Владимира 4-й степени. В 1794 получил звание бригадира. В 1796 году был командирован в Москву для участия в комиссии по приготовлению коронации.
Переименованный в 1797 году в статские советники и определённый в Герольдмейстерскую контору, 15 мая 1799 года он вышел в отставку с чином действительного статского советника, но через месяц был назначен почетным опекуном московского Воспитательного дома, а через два года определён членом совета училища св. Екатерины и управляющим Александровским училищем.
Произведенный 24 февраля 1801 года в тайные советники и награждённый в 1803 году орденом Св. Анны 1-й степени, Н. И. Баранов 8 января 1804 года был назначен московским гражданским губернатором. 16 июня 1806 года он был уволен от этой должности и назначен сенатором, с оставлением в должности почетного опекуна. До выхода в отставку состоял присутствующим в VI департаменте.
Играл заметную роль в управлении Воспитательным домом (хотя почетных опекунов было 6), о чём свидетельствует переписка Баранова с императрицей Марией Федоровной. Эта переписка велась почти еженедельно в течение около 20 лет. Судя по переписке, он заслужил особую дружбу вдовствующей императрицы.
В сентябре 1812 года, накануне оккупации Москвы наполеоновскими войсками, Николай Иванович организовывал эвакуацию большей части воспитанников Воспитательного дома, Екатерининского и Александровского училищ в Казань. В связи с отъездом большинства состоятельных горожан из Москвы с семьями и скарбом существовала большая сложность в обеспечении питомцев транспортными средствами. В результате для воспитанниц в дополнение к немногим каретам были наняты телеги, а воспитанники отправились в путь пешком в сопровождении сотрудников дома. Баранов сопровождал в пути воспитанниц училищ. С лета 1813 он участвовал в восстановлении Воспитательного дома и возобновлении его нормального функционирования.
Помещик Калужской (Боровский и Мещовский уезды), Новгородской (Боровичский и Устюженский уезды), Рязанской (Рязанский уезд), Московской (Дмитровский уезд) губерний. В 1810 г. владел более чем 2600 крепостных.
Похоронен с женой и дочерью в Москве на кладбище Донского монастыря (фото могилы).

## Награды
В разное время Баранов получил 14 бриллиантовых перстней и табакерок, имел орден Св. Владимира 4-й степени (1786), орден Св. Владимира 2-й степени, орден Св. Иоанна Иерусалимского (1800), орден Св. Анны 1-й степени (1803) и бриллиантовые знаки к этому ордену, орден Св. Александра Невского (1819).

## Семья
Жена — Варвара Александровна Болтина (12.6.1768—19.6.1838), внучка князя Ф. И. Голицына; дочь бригадира Александра Ивановича Болтина от брака его с писательницей и переводчицей княжной Евдокией Фёдоровной Голицыной. Их дети:
- Прасковья (17.3.1792—4.6.1880), фрейлина двора (19.12.1817), по отзыву современника, «имела все достоинства, чтобы приковать с почтение к себе, сверх познаний обладала разными талантами, была прекрасной музыкантшей и художницей»[3]. В 1822 году вышла замуж за Павла Сергеевича Шишкина (1786—1850), позже предводителя дворянства Рыбинского уезда. А. Я. Булгаков в мае 1821 года писал брату: «На этот раз Баранова точно идет замуж, ибо помолвка была, жениха хвалят: некто Шишкин, отставной улан, с именем, с фигурою и воспитанием: вчера говорили, что она его не стоит. За несколько дней перед тем она отказала генералу Зассу, который, видно, её не стоит»[4]. Похоронена на кладбище Донского монастыря в Москве. Её сын — Николай Шишкин.
- Александр (23.5.1793—25.4.1821), гражданский губернатор Таврической губернии, камергер, действительный статский советник, близкий друг Н. И. Тургенева, знакомый А. С. Пушкина, который посетил его в Симферополе в сентябре 1820 г. во время своей поездки в Крым;
- Иван (28.5.1794—13.6.1872), участник Отечественной войны 1812 года, масон, отставной генерал-майор. Его сыновья — Платон Иванович Баранов (1827—1884), директор Сенатского архива, Александр Иванович (1821—1888), генерал от артиллерии, московский губернатор.

## Источник текста
- Баранов, Николай Иванович (государственный деятель) // Русский биографический словарь : в 25 томах. — СПб., 1900. — Т. 2: Алексинский — Бестужев-Рюмин. — С. 483—484.